# Manceras
Manceras es una localidad del municipio de Puertas, en la comarca de La Ramajería, provincia de Salamanca, España. 

## Historia
La fundación de Manceras se fecha en la Edad Media, debiéndose a las repoblaciones efectuadas por los reyes leoneses, apareciendo recogido como Manzeras ya en el siglo XIII, formando parte del arcedianato de Ledesma, integrado éste en la Diócesis de Salamanca en lo eclesiástico y en el Reino de León en lo civil. Con la creación de las provincias actuales en 1833 Manceras, como parte del municipio de Puertas, quedó adscrito a la de Salamanca, dentro de la Región Leonesa.

## Monumentos y lugares de interés
- Iglesia Parroquial de la Visitación de Nuestra Señora.

## Demografía
En 2019 Manceras contaba con una población de 21 habitantes, de los cuales 14 eran hombres y 7 mujeres. (INE 2019).
| Gráfica de evolución demográfica de Manceras entre 2000 y 2019                           |
|                                                                                          |
| Fuente: Instituto Nacional de Estadística de España - Elaboración gráfica por Wikipedia. |

## Reconstrucción del pueblo
Alrededor del año 2015, Manceras impartió un gran cambió en el que Ángel Herrero Calvo, perteneciente a esta tierra natal decidió llenar de vida el pueblo. Así pues, Ángel tras su dedicación voluntaria y el amor hacia su territorio nativo, decidió iniciar un proceso de reconstrucción de Manceras al ver que este pequeño pueblo de la comarca de Vitigudino, estaba muriendo. 
El inicio de esta reconstrucción comenzó por el arreglo de la Iglesia del pueblo, en advocación a la Visitación de la Virgen y construida a finales del siglo XV, del Románico tardío. Se pudo observar cómo esta Iglesia se caía a pedazos y estaba enormemente deteriorada, por lo que Ángel decidió plantearle al párroco su intención de arreglo acerca de la Iglesia Parroquial; conservando así el artesonado mudéjar, descubrir la piedra de sillería y su bonita espadaña, tras estar oculto bajo los arbustos y líquenes que impedían su visibilidad. Tras los trámites con el programa de obispado y la Diputación de Salamanca durante mediados del año 2014, finalmente se aceptó la propuesta del arreglo de dicha Iglesia. 
Además trató de dignificar cada rincón del pueblo, en el que colocó una frase representativa combinado con piedras características, y un ambiente verde y propio del medio rural al que el pueblo pertenece. Así pues, recuerda cada lugar del pueblo con una especial mención del valor que Manceras recibe.
Seguidamente, el pueblo fue cobrando esa vida que Ángel decidió imponer, tras un proceso largo y muy costoso; pero se pudo ver que este hombre no buscaba de ninguna manera un interés personal, sino darle el poder y la importancia que ese pueblo tenía, y tiene. De esta labor, el pueblo de Manceras reconoció a Ángel su empeño y esfuerzo, preocupaciones y desvelos, hasta el punto de sufrir una lesión coronaria, así que nunca estuvo más justificada colocar una placa en homenaje a un vecino, reconocimiento que puede verse en una de las esquinas de la iglesia desde el verano de 2016 y en la que reza: “Agradecimiento del pueblo de Manceras a Ángel Herrero Calvo por su esfuerzo y dedicación. ‘Lo que hacemos por nosotros mismos, muere con nosotros. Lo que hacemos por los demás, permanece y es inmortal’”.
Por otro lado, su hermano, Abilio Herrero Calvo realizó una labor también muy significativa para el pueblo; un museo privado con todos los utensilios de labranza en miniatura que fabricó él mismo. Además, dotando de valor el territorio de Manceras, escribió un libro explicando cada uno de los detalles de este pequeño pueblo, así como la forma de vida de la época en la que estos dos hermanos vivieron su juventud.[cita requerida]